# Пескопагано (Казерта)
Пескопагано је насеље у Италији у округу Казерта, региону Кампанија.
Према процени из 2011. у насељу је живело 581 становника. Насеље се налази на надморској висини од 2 м.